# Остров головорезов
«Остров головорезов» (англ. Cutthroat Island) — кинофильм финского режиссёра Ренни Харлина. Известен тем что стал одним из самых провальных фильмов по кассовым сборам в истории (10 миллионов долларов сборов при бюджете в 98 миллионов), так и неудачным с художественной точки зрения.

## Сюжет
События фильма разворачиваются в 1668 году на Ямайке. Главная героиня — Морган Эдамс (Джина Дэвис), дочь известного пирата, узнаёт, что её отца взял в плен её же дядя — пират Даглас «Дог» Браун (Фрэнк Ланджелла). Дог забрал одну часть карты к Острову Головорезов, где спрятаны сокровища испанского галеона, и планирует отнять оставшиеся две части у своих братьев — Гарри Эдамса (Чёрного Гарри) и Эдварда Мордехая. Но с помощью дочери Гарри удаётся сбежать. Он получает смертельное ранение и перед смертью просит Морган обрить волосы на его голове. Оказалось, что под волосами была вытатуирована часть карты. Морган также наследует от отца его корабль «Утренняя звезда» вместе с командой. Когда обнаружилось, что надписи на карте выполнены на латыни, Морган прибывает в Порт-Ройал и на аукционе рабов покупает мошенника и врача по образованию Уильяма Шоу (Мэттью Модайн), который ранее был пойман на воровстве на приеме у губернатора Ямайки Томаса Эйнсли (Патрик Малахайд). После успешного и разрушительного для города побега из Порт-Ройала Морган направляется в Спиттлфилд к своему дяде Эдварду Мордехаю. Шоу расшифровывает надпись на карте, которая оказывается псалмами. Тем временем губернатор вербует на свою сторону друга Морган, писателя Джона Рида (Мори Чайкин).
Морган прибывает к Мордехаю и уговаривает его присоединиться к походу за сокровищами. Но вмешиваются люди Дога Брауна, и в ходе потасовки Мордехай умирает, а его часть карты попадает в руки Уильяма. По номерам псалмов Морган узнает долготу Острова Головорезов и отплывает из Спиттлфилда. Дог на своем корабле «Жнец» плывет за ней по пятам. Позже Уильям с частью карты Мордехая прокрадывается в каюту Морган и по первым буквам слов надписи на ней определяет широту острова. Морган ловит его, забирает часть карты и привязывает его в трюме. Тем временем на море начинается шторм, из-за чего часть команды во главе с Томасом Скалли поднимает бунт и высаживает в шлюпку саму Морган и несколько лояльных ей матросов. Освободившийся Уильям прыгает за борт и плывёт следом за шлюпкой, которую позже разбивает о рифы.
Наутро, по окончании шторма, Морган и её людей прибило к Острову Головорезов. Также к острову выходят корабли «Утренняя звезда» и «Жнец». Скалли все рассказывает Догу и предаёт экипаж Морган, связав оставшихся на корабле преданных ей людей и посадив в трюм. Ночью Уильям пробирается в лагерь Дога Брауна и крадет его часть карты. Морган находит его, и они вместе находят сокровище внутри пещеры в отвесной скале. Когда Морган возвращается к своим людям, её ловит Дог, и они приходят к пещере. Он бросает её Уильяму, который в это время поднимался наверх, после чего оба специально отпускают верёвку и падают с утёса в прибой, чтобы не попасть к Догу в плен.
Высадившийся на остров Джон Рид находит Уильяма, приводит его в чувство и ведёт к Морган. Но оказывается, он привел Уильяма в ловушку. Прибывший на остров губернатор Эйнсли (которому Джон Рид отправил координаты острова почтовым голубем во время шторма) заключил сделку с Догом Брауном и со Скалли, предложив им амнистию и каперство в обмен на долю сокровищ. Пользуясь численным превосходством, они отнимают сокровища, погрузив их на «Жнец», и пленяют людей Морган, посадив их в трюм «Утренней звезды» (капитаном которой стал Томас Скалли) к остальным, её саму считают погибшей. Сама же Морган, уцелев при падении с утеса, незаметно проникает на «Утреннюю звезду», освобождает своих людей и отбивает назад свой корабль, выкинув за борт Томаса Скалли и его людей.
Команда «Утренней звезды» готовится к бою. Губернатор обращает внимание, что «Утренняя звезда» догоняет их. Заподозривший неладное Дог предлагает в качестве «проверки» повесить Уильяма (которого перенесли на борт «Жнеца») на реях. В самый последний момент люди Морган убивают палача, выдавая себя. Начинается бой, в ходе которого Уильяму удаётся освободиться и сбежать. Он направляется в трюм «Жнеца» и пытается вытащить сокровища. Когда команды обоих кораблей сходятся в абордажной схватке, Морган отправляется на «Жнец» и взрывает его трюм (из-за взрыва сундуки с сокровищами зажимают Уильяма). Дог находит Морган, и между ними начинается схватка, в которой Морган с огромным трудом убивает своего дядю. После она освобождает Уильяма, который предупреждает о скором взрыве «Жнеца», и привязывает к сокровищам бочку как поплавок. Оба прыгают с корабля в последний момент, когда взрыв полностью уничтожает корабль Дога. Пользуясь поплавком как ориентиром, команда «Утренней звезды» достаёт все сокровища. Морган предлагает команде выбор: разойтись каждому своими путями и обзавестись состоянием, или отправиться к Мадагаскару и утроить свои богатства. Команда поддерживает второе предложение своего капитана, и «Утренняя звезда» отправляется в путь…

## В ролях
- Джина Дэвис — Морган Эдамс, пиратка, новый капитан «Утренней Звезды»
- Мэттью Модайн — Уильям Шоу, мошенник
- Фрэнк Ланджелла — Дуглас «Пёс» (Дог) Браун, дядя Морган, капитан «Жнеца»
- Мори Чайкин — Джон Рид, писатель
- Патрик Малахайд — Томас Эйнсли, губернатор Порт-Ройяла
- Стэн Шоу — Сэмуэль Гласспул, новый боцман «Утренней Звезды»
- Рекс Линн — Джек Блэйр, квартирмейстер «Утренней Звезды»
- Пол Диллон — Джозеф Снэллгрэйв, квартирмейстер «Жнеца»
- Кристофер Мастерсон — Джереми Боуэн, юнга «Утренней Звезды»
- Джимми Ф. Скэггс — Томас Скалли, боцман «Утренней Звезды», предавший Морган
- Харрис Юлин — «Чёрный» Гарри Эдамс, отец Морган, капитан «Утренней Звезды», убитый Догом
- Кваме Квей-Арма — Джон «Охотник», пират «Жнеца»
- Энгус Райт — Фрэнсис Троттэр, лейтенант, помощник губернатора Эйнсли, впоследствии дозорный на «Утренней Звезде»
- Руперт Ванситтарт — Стивен Перкинс, капитан военного корабля
- Дара О’Мэлли — Бурк
- Ричард Лиф — Эдвард Мордакай, дядя Морган, убитый Догом
- Карл Чейз — Фил Бишоп, боцман «Жнеца»
- Роджер Бут — плантатор из Порт-Ройяла
- Томас Локйер — Питер Гайн, лейтенант капитана Перкинса
- Мэри Пеглер — Мэнди Риктэрс
- Люсинда Клер — «Леди», проститутка из Спитэлфилда
- Мэри Пич — дама с бала

## Факты о фильме
- Изначально планировалось, что бюджет фильма составит 65 млн, однако впоследствии объём был увеличен до 98 млн[5].
- Ренни Харлин рассказывал, что взять на главную роль свою супругу Джину Дэвис ему предложил продюсер картины Марио Кассар, который желал видеть в этой роли именно её. Сама Джина Дэвис, по словам режиссёра, поначалу боялась участвовать в съёмках фильма, но потом всё-таки согласилась[6]. Харлин также говорил о том, что создавал «Остров головорезов» по образу и подобию фильмов «Одиссея капитана Блада» и «Морской ястреб» с Эрролом Флинном в главной роли[7].
- Съёмки фильма проходили на Мальте[8]. Харлину пришлось потратить $1 миллион своих денег, чтобы закончить сценарий, так как у студии уже не хватало средств даже на гонорар сценаристу.
- Фирменный пистолет Дога, с рукояткой, украшенной черепом, позже был использован для съёмок трилогии «Пираты Карибского моря», где достался капитану Барбоссе. А кинжал, который был единственным оружием Морган на острове, перекочевал в «Пираты» — в первой серии Хвост Дьявола вонзил его в сердце пирата, использовавшего его кличку.
- Роль пирата Эдварда Мордекая должен был исполнить Оливер Рид, но британский актёр, известный своим пристрастием к алкоголю, устроил драку в баре и начал подкатывать к Джине Дэвис. Режиссёр вскоре уволил его.

## Награды
«Золотая малина» 1996
- Номинации (1)
  - «Худший режиссёр» (Ренни Харлин)

## Критика
Фильм побил рекорд по самым крупным кассовым убыткам: вернул лишь 11 из 100 миллионов долларов, вложенных в него. Причина провала — в бездарной рекламной кампании. Из-за кассового провала фильма студия «Carolco», имевшая к тому времени на своём счету такой блокбастер, как «Терминатор 2», разорилась и пошла с молотка.
Фильм получил преимущественно отрицательные отзывы от рецензентов. Критике, среди прочего, подвергалась игра Джины Дэвис. Так, Тодд Маккарти утверждал, что сыгранная ею Морган Эдамс на фоне прочих героев ничем особым не выделяется. Питер Стек дал более жёсткую оценку, отметив, что в роли пиратки Дэвис выглядит просто глупо. Дессон Хоу раскритиковал игру как Джины Дэвис, так и Мэттью Модайна, отметив в ней непривлекательность и банальность. Джеймс Берардинелли высказал мнение, что Морган Эдамс в фильме смотрится весьма поверхностно.